# Royal Rumble (2008)
O Royal Rumble 2008 foi o 21º evento anual pay-per-view (PPV) de luta livre profissional Royal Rumble produzido pela World Wrestling Entertainment (WWE). Foi realizado para lutadores das divisões de marca Raw, SmackDown e ECW. O evento aconteceu em 27 de janeiro de 2008, no Madison Square Garden, em Nova York, Nova York. O evento também foi a primeira transmissão pay-per-view da WWE em alta definição. Como tem sido habitual desde 1993, o vencedor do Royal Rumble recebeu uma luta pelo campeonato mundial na WrestleMania daquele ano. Para o evento de 2008, o vencedor recebeu a opção de desafiar o Campeonato da WWE do Raw, o Campeonato Mundial dos Pesos-Pesados do SmackDown ou o Campeonato da ECW na WrestleMania XXIV.
Cinco lutas foram apresentadas no evento. O evento principal foi o Royal Rumble de 2008, que contou com lutadores das três marcas. John Cena do Raw, o trigésimo participante surpresa retornando de uma lesão no músculo peitoral, venceu a luta eliminando por último Triple H do Raw, o vigésimo nono participante. A luta principal no Raw foi Randy Orton contra Jeff Hardy pelo Campeonato da WWE, que Orton venceu para manter o título. A luta principal na marca SmackDown foi Edge contra Rey Mysterio pelo Campeonato Mundial dos Pesos-Pesados, que Edge venceu para manter o título. As lutas em destaque na eliminatória foram Montel Vontavious Porter contra Ric Flair em uma luta de risco de carreira e John "Bradshaw" Layfield contra Chris Jericho.

## Produção
O Royal Rumble é um pay-per-view anual (PPV), produzido todo mês de janeiro pela World Wrestling Entertainment (WWE) desde 1988. É um dos quatro pay-per-views originais da promoção, junto com WrestleMania, SummerSlam e Survivor Series, apelidado de "Big Four". É nomeado após o combate Royal Rumble, uma batalha real modificada na qual os participantes entram em intervalos cronometrados, em vez de todos começarem no ringue ao mesmo tempo. O evento de 2008 foi o 21º na cronologia do Royal Rumble e estava programado para ser realizado em 27 de janeiro de 2008, no Madison Square Garden, em Nova York, Nova York. Apresentava lutadores das marcas Raw, SmackDown e ECW. Foi também a primeira transmissão pay-per-view da WWE em alta definição.
A luta Royal Rumble geralmente apresenta 30 lutadores. Tradicionalmente, o vencedor da partida ganha uma luta pelo campeonato mundial na WrestleMania daquele ano. Para 2008, o vencedor poderia escolher desafiar o Campeonato da WWE do Raw, o Campeonato Mundial dos Pesos-Pesados do SmackDown ou o Campeonato da ECW na WrestleMania XXIV.

### Histórias
O evento consistia em seis lutas, bem como uma luta no pré-show. As lutas resultaram de histórias roteirizadas, onde os lutadores retratavam heróis, vilões ou personagens menos distinguíveis para criar tensão e culminaram em uma luta ou série de lutas. Os resultados foram predeterminados pelos escritores da WWE nas marcas Raw, SmackDown e ECW, com histórias produzidas em seus programas de televisão semanais, Raw, SmackDown e ECW em Sci Fi.
Antes do combate Royal Rumble, várias partidas de qualificação ocorreram no Raw. A primeira partida de qualificação foi na edição de 31 de dezembro de 2007 do Raw, quando Umaga venceu Jim Duggan para ganhar um lugar no Rumble. Snitsky também derrotou Drew McIntyre em um show em White Plains, Nova York para também se qualificar para o Royal Rumble. Triple H foi desqualificado contra Ric Flair após interferência do gerente geral do Raw, William Regal; portanto, ele não tinha mais permissão para competir na partida Royal Rumble, por ordem de Regal. Depois que Triple H destruiu parte do TitanTron inferior no Raw de 14 de janeiro, no entanto, Vince McMahon anunciou que permitiria a Triple H uma segunda chance no Royal Rumble se ele pudesse derrotar seu oponente no Raw de 21 de janeiro. Triple H derrotou Snitsky, Mark Henry e Regal em uma luta para ganhar entrada.
Combates de qualificação para a luta Royal Rumble
- Umaga derrotou Jim Duggan – Raw, 29 de dezembro (exibido em 31 de dezembro)[7]
- Snitsky derrotou Drew McIntyre – Raw house show, 4 de janeiro[8]
- Hardcore Holly derrotou Trevor Murdoch – Raw house show, 5 de janeiro[9]
- John Morrison eThe Miz derrotaram Jimmy Wang Yang e Shannon Moore – SmackDown/ECW house show, 6 de janeiro[10]
- Hornswoggle e Mick Foley derrotaram The Highlanders (Robbie e Rory McAllister) – Raw, 7 de janeiro[11]
- Jamie Noble derrotou Chuck Palumbo – SmackDown, 8 de janeiro exibido em 11 de janeiro)[12]
- Cody Rhodes derrotou William Regal – Raw house show, 11 de janeiro[13]
- Carlito e Santino Marella derrotaram DH Smith e Super Crazy em uma luta de duplas em um show house do Raw, 12 de janeiro[9]
- Shawn Michaels derrotou Trevor Murdoch – Raw, 14 de janeiro[5]
- Triple H derrotou Snitsky, Mark Henry, e William Regal em um Over the Top Rope Gauntlet match – Raw, 21 de janeiro[6]
- CM Punk derrotou Chavo Guerrero – WWE supershow, 26 de janeiro[14]

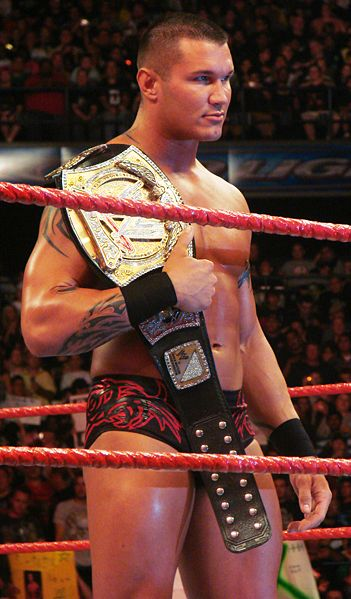
Randy Orton, in his second reign as WWE Champion.

A principal rivalidade do Raw foi entre o Campeão Intercontinental Jeff Hardy e Randy Orton, com os dois brigando pelo Campeonato da WWE, que era de Orton. Orton manteve o título no Armageddon contra o retorno de Chris Jericho depois de ser desqualificado, quando o então o comentarista do SmackDown John "Bradshaw" Layfield interferiu e deu um chute na cabeça de Jericho. Orton manteve o campeonato, como resultado, devido aos títulos não mudarem de mãos nas desqualificações. Na mesma noite anterior, Jeff Hardy derrotou Triple H para ganhar a oportunidade de enfrentar Orton no Royal Rumble pelo Campeonato da WWE. Na noite seguinte, no Raw de 17 de dezembro de 2007, Hardy juntou-se a Shawn Michaels para derrotar Orton e Mr. Kennedy após Hardy fazer a contagem em Orton. Duas semanas depois, no último Raw de 2007, Hardy e Orton tiveram um confronto cara a cara. Orton parecia pronto para um RKO em Hardy, mas Hardy contra-atacou e deu um Twist of Fate em Orton. Mais tarde naquela noite, durante a luta de Hardy com Santino Marella, Orton apareceu no TitanTron e afirmou que havia chutado o irmão de Jeff, Matt, onde seu apêndice costumava estar, prosseguindo com um chute na cabeça. Na semana seguinte, em uma edição especial "Raw Roulette" do Raw, Hardy manteve seu Campeonato Intercontinental contra Umaga em uma luta em uma jaula de aço após realizar um Whisper in the Wind do topo da jaula. No Raw de 14 de janeiro de 2008, Hardy concordou em enfrentar Orton naquela noite com seu Campeonato Intercontinental em jogo. No entanto, assim que o sinal tocou, Orton imediatamente repreendeu Hardy, sendo desqualificado. Orton tentou dar um RKO em Hardy no chão de concreto do lado de fora, mas Hardy reverteu e os dois começaram a brigar na rampa. Quando Orton parecia pronto para chutar Hardy na cabeça, o Campeão Intercontinental respondeu e derrubou Orton no chão da arena abaixo. Hardy então subiu 30 pés acima no set do Raw, e aplicou um Swanton Bombed no lado do set em Orton abaixo. Na semana seguinte no Raw, Hardy e Orton estavam programados para "apertar as mãos", mas Hardy apertou as mãos de "pessoas que ele respeitava mais do que Orton", como Lilian Garcia, Jerry Lawler, Jim Ross e vários fãs na multidão antes re-entrando no ringue para enfrentar Orton. Um frustrado Orton ordenou que Hardy apertasse a mão dele, mas Hardy executou um Twist of Fate no Campeão da WWE.
A principal rivalidade do SmackDown foi entre Rey Mysterio e Edge com os dois brigando pelo Campeonato Mundial dos Pesos Pesados deste último. Mysterio ganhou um Beat the Clock Challenge na edição de 4 de janeiro de 2008 do SmackDown derrotando Edge em 90 segundos, e garantindo uma oportunidade para o Campeonato Mundial dos Pesos Pesados no Royal Rumble.

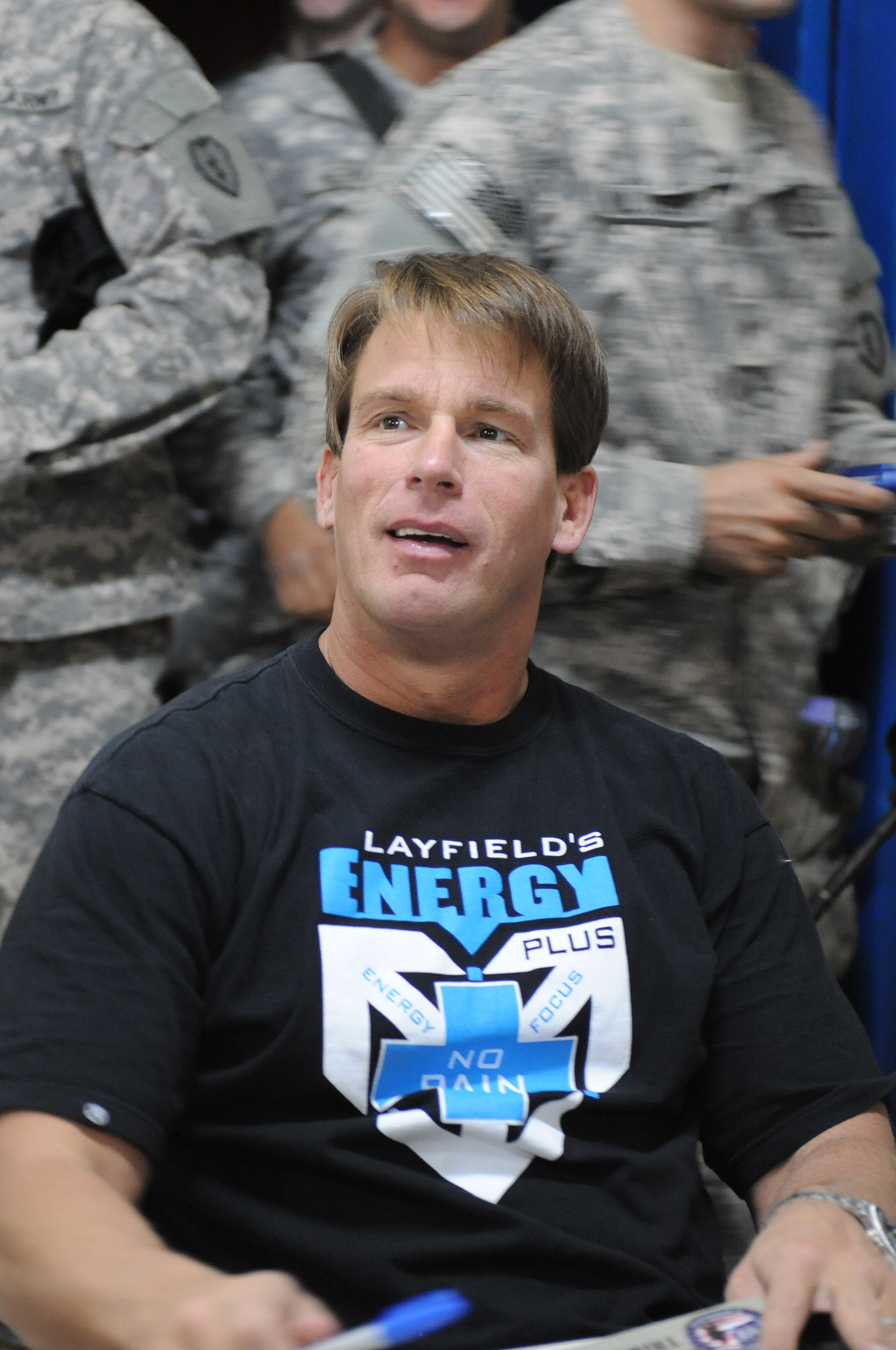
John "Bradshaw" Layfield (JBL) who faced off against Chris Jericho

A rivalidade entre Chris Jericho e John "Bradshaw" Layfield começou na luta de Jericho pelo Campeonato da WWE contra Randy Orton no Armageddon. Durante a luta, Orton colocou Jericho na mesa de comentaristas do SmackDown e quando Jericho tentou se levantar, ele "empurrou" JBL para fora de seu caminho. Mais tarde na luta, Jericho prendeu Orton em um Walls of Jericho, quando JBL invadiu o ringue e chutou Jericho na cabeça, dando assim a vitória a Jericho por desqualificação e, portanto, Jericho não ganhou o Campeonato da WWE. Isso levou a uma discussão na noite seguinte no Raw, onde Jericho acabou afirmando a JBL, que apareceu via satélite no TitanTron, que ele não era mais um "deus do wrestling", mas uma "reflexão tardia do wrestling". Depois, JBL deu seu discurso de despedida como comentarista do SmackDown em 21 de dezembro de 2007 na transmissão do SmackDown e anunciou seu retorno como um lutador ativo no Raw. JBL fez seu retorno no Raw em 31 de dezembro, entrando em sua limusine pessoal com balões e confetes atirando do teto, e começou a se dirigir à multidão, Jericho rapidamente interrompeu sua promo e os dois brigaram até que os oficiais os separaram. Na semana seguinte, Jericho foi colocado em uma partida de handicap contra Snitsky e JBL, que terminou com JBL atingindo Jericho na cabeça com o sino, resultando em uma desqualificação. Ele então amarrou um fio de cabo em volta do pescoço de Jericho e arrastou Jericho, pelo fio, de perto do ringue até o set do Raw, onde o atacou um pouco mais. Jericho sofreu uma contusão na laringe, queimaduras no pescoço e teve dificuldade para falar por uma semana.

## Evento
| Função:                   | Nome:                               |
| ------------------------- | ----------------------------------- |
| Comentaristas em inglês   | Jim Ross (Raw)                      |
| Comentaristas em inglês   | Jerry Lawler (Raw)                  |
| Comentaristas em inglês   | Michael Cole (SmackDown)            |
| Comentaristas em inglês   | Jonathan Coachman (SmackDown)       |
| Comentaristas em inglês   | Joey Styles (ECW)                   |
| Comentaristas em inglês   | Tazz (ECW)                          |
| Comentaristas em espanhol | Carlos Cabrera                      |
| Comentaristas em espanhol | Hugo Savinovich                     |
| Entrevistador             | Mike Adamle                         |
| Anunciadores de ringue    | Lilian Garcia (Raw)                 |
| Anunciadores de ringue    | Justin Roberts (SmackDown)          |
| Anunciadores de ringue    | Michael Buffer ((Luta Royal Rumble) |
| Árbitros                  | Charles Robinson                    |
| Árbitros                  | Mike Chioda                         |
| Árbitros                  | Mickie Henson                       |
| Árbitros                  | Mike Posey                          |
| Árbitros                  | Jack Doan                           |
| Árbitros                  | Jim Korderas                        |
| Árbitros                  | Chad Patton                         |
| Árbitros                  | Marty Elias                         |
| Árbitros                  | Scott Armstrong                     |

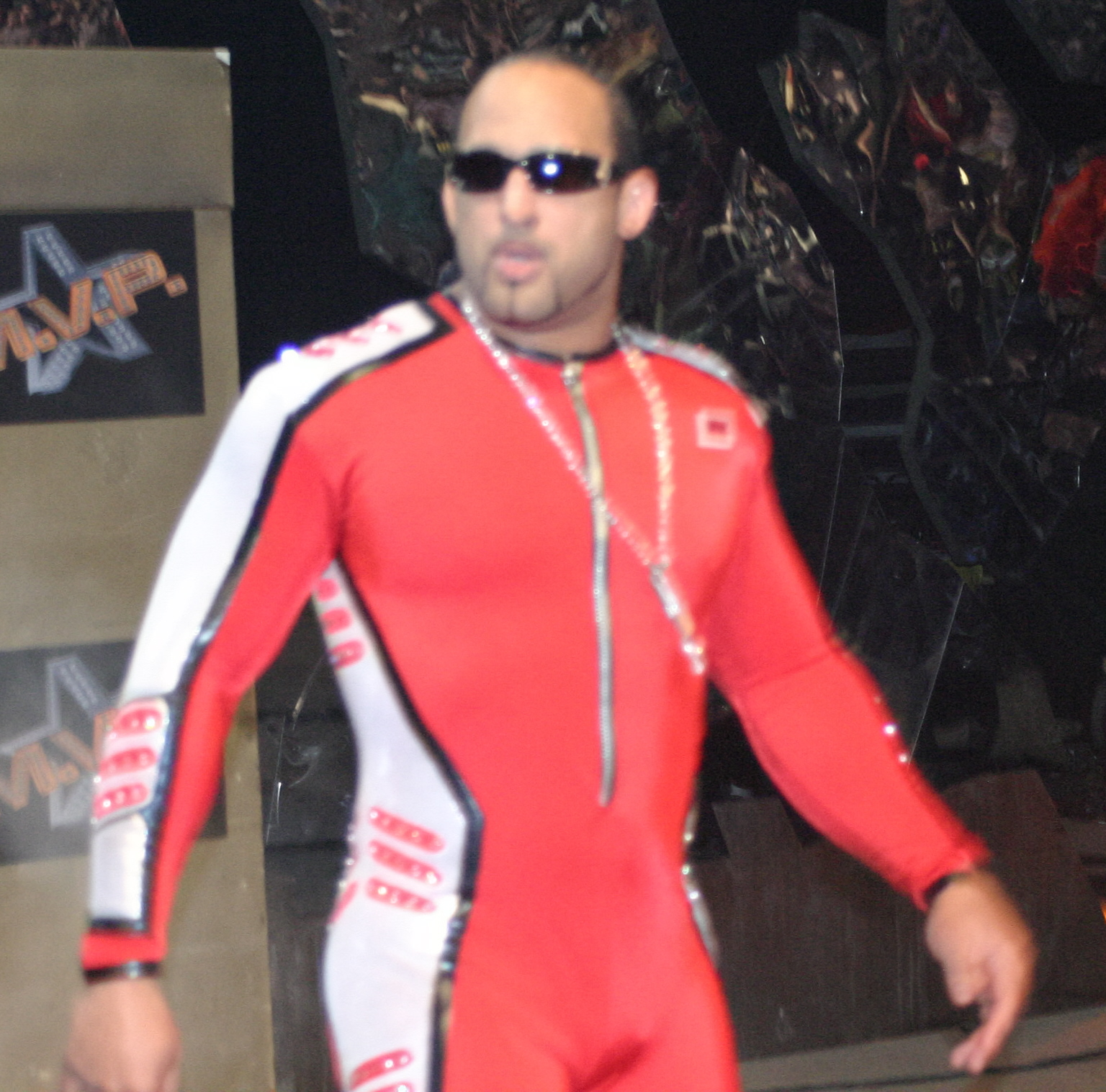
Montel Vontavious Porter (MVP) faced off against Ric Flair

Antes do evento ir ao ar em pay-per-view, Shannon Moore e Jimmy Wang Yang derrotaram Deuce 'n Domino no pré-show. A primeira luta que foi ao ar foi uma luta sem título "Career Threatening" entre o Campeão dos Estados Unidos Montel Vontavious Porter (MVP) e Ric Flair, na qual se Flair perdesse, ele teria que se aposentar do wrestling. No início da luta, Flair começou a trabalhar no braço esquerdo de MVP. Flair tentou obter o figure-four leglock em MVP, mas o MVP o transformou em um small package para uma contagem de dois. MVP executou um running big boot em Flair no canto e foi para a contagem, mas Flair conseguiu colocar o pé na corda quando o árbitro Charles Robinson contou até três. Após a contagem de três, o árbitro não chamou a campainha, pois havia notado a perna de Flair na corda inferior e recomeçou a partida. A partida terminou quando o MVP tentou um Playmaker, mas Flair rebateu com um figure-four leglock, para a qual o MVP acabou desistindo. Assim, Flair ganhou e manteve sua carreira viva.
A segunda luta foi entre John "Bradshaw" Layfield (JBL) e Chris Jericho. A partida começou com Jericho prendendo Layfield no Walls of Jericho. JBL chegou às cordas, no entanto, e deslizou para fora do ringue com Jericho rapidamente o seguindo. JBL estrangulou Jericho com as cordas do ringue e depois o jogou. Jericho se recuperou e puxou JBL para fora do ringue. Quando eles entraram novamente, JBL jogou Jericho no poste do ringue, como resultado, Jericho foi aberto. JBL tentou tirar vantagem dessa situação, mas Jericho ainda lutou. A luta foi para fora do ringue, onde JBL começou a limpar a mesa de locutores da ECW. Jericho pegou uma cadeira de aço e bateu em JBL com ela. O árbitro imediatamente desqualificou Jericho, que ignorou o fato de ter perdido a luta e começou a estrangular JBL com alguns fios perto do ringue, no mesmo processo que JBL fez com Jericho no Raw.

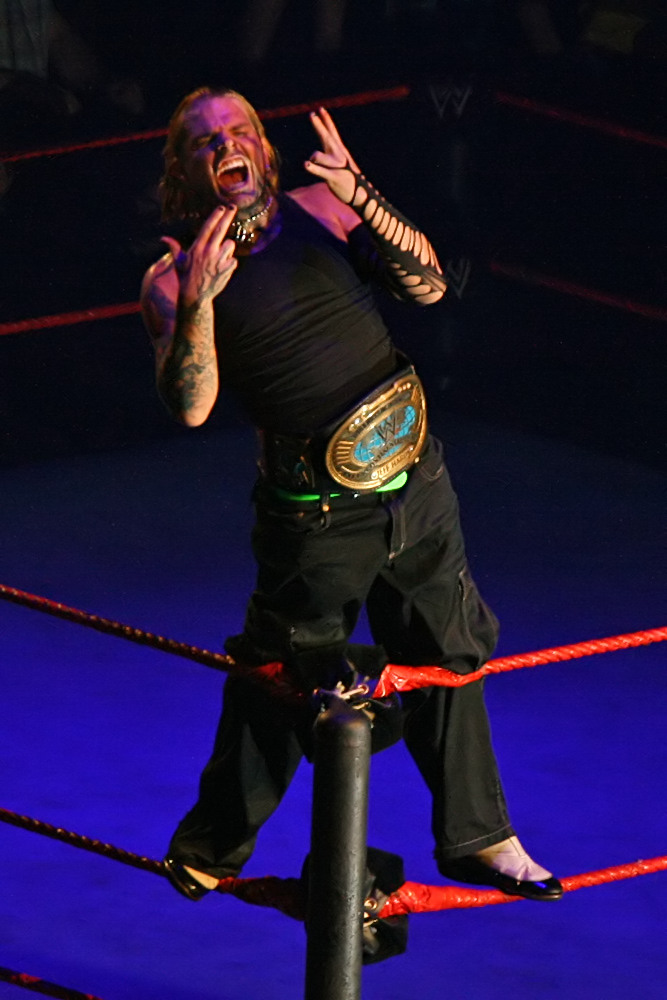
Jeff Hardy faced Randy Orton for the WWE Championship at the Royal Rumble.

A terceira luta foi pelo Campeonato Mundial dos Pesos Pesados com o campeão Edge enfrentando Rey Mysterio. Durante a luta, Vickie Guerrero se levantou de sua cadeira de rodas, tentando confortar Edge. Mysterio preparou Edge para o 619, e Vickie pulou no caminho, arriscando-se. Edge então se recuperou e atacou Mysterio no ar para o pinfall.
A quarta luta foi entre o Campeão Intercontinental Jeff Hardy e Randy Orton pelo Campeonato da WWE de Orton. No início da partida, Hardy executou um dropkick em Orton, que bateu de cabeça na barricada do lado de fora devido ao impacto. Sabendo que não poderia ganhar o Campeonato da WWE através de uma vitória por contagem, Hardy trouxe o nocauteado Orton para o ringue. Mais tarde, Orton aproveitou a luta, aplicando um body scissors em Hardy, seguido de um estrangulamento. Alguns dos outros destaques principais da partida foram Hardy realizando um Whisper in the Wind em Orton; e, mais tarde, executando um moonsault do top-rope para Orton fora do ringue. Quando Hardy trouxe Orton de volta ao ringue e tentou entregar um Twist of Fate, Orton de repente o reverteu em um RKO e derrotou Hardy para manter seu título da WWE.

### Evento principal
O evento principal foi a luta Royal Rumble. As duas primeiros lutadores que começaram foram Shawn Michaels e The Undertaker (que foram os dois últimos lutadores no Royal Rumble do ano anterior), onde permaneceram na partida por pouco mais de 30 minutos. Santino Marella foi o terceiro participante, mas foi rapidamente eliminado por The Undertaker. The Great Khali ficou em quarto lugar, e ele e o Undertaker lutaram pelo controle no ringue, com o Undertaker surpreendentemente eliminando Khali facilmente, o que foi surpreendente considerando o desempenho dominante de Khali no Rumble de 2007, onde ele eliminou mais de um quinto dos lutadores. Durante a partida, Michaels eliminou Shelton Benjamin pela terceira luta real consecutiva. O nono participante, Hornswoggle foi o menor lutador a competir na luta rumble e eliminou outro superstar. Ele permaneceu escondido sob o ringue durante toda a partida. Ele, no entanto, ajudaria a eliminar The Miz, mas mais tarde, depois de tentar interferir novamente, Mark Henry e Big Daddy V agarraram Hornswoggle. Enquanto se preparavam para jogá-lo por cima da corda, Finlay entrou ilegalmente na luta, já que ele ainda não deveria entrar na luta, e acertou Henry e Big Daddy V com um shillelagh. Ele então saiu ao lado de Hornswoggle e mais tarde foi anunciado que Finlay foi desqualificado por usar o shillelagh, e Hornswoggle foi eliminado (deixando a partida com Finlay). A vigésima sexta entrada, Chavo Guerrero, foi o primeiro lutador campeão mundial a competir na luta Royal Rumble desde 1990, quando Hulk Hogan venceu a luta. Triple H, o vigésimo nono participante, dominou ao entrar na luta, eliminando Big Daddy V, Batista, Mick Foley e Kane. Esta foi a décima luta consecutiva de Kane no Royal Rumble, que é um recorde. A virada da luta Royal Rumble veio quando John Cena, que estava originalmente programado para ser afastado com um músculo peitoral rasgado até o final do ano, entrou na luta como o trigésimo participante fazendo seu "retorno triunfante". Ele acabou enfrentando Triple H, já que os dois últimos homens restantes na partida. Triple H tentaria Pedigree em Cena, mas Cena iria contra-atacar no AA que o viu jogar Triple H por cima da corda, vencendo assim a luta Royal Rumble e uma luta pelo Campeonato Mundial na WrestleMania XXIV. Ele estabeleceu um recorde para o menor tempo que o eventual vencedor passou na partida Rumble. Ele passou 8:28 no ringue, superando o recorde de Brock Lesnar de 8:59.

## Após o evento
Na noite seguinte no Raw, John Cena disse que não queria esperar até a WrestleMania XXIV para enfrentar Randy Orton. Os dois concordaram em se enfrentar no No Way Out pelo Campeonato da WWE. Na luta, Cena venceu depois que Orton foi intencionalmente desqualificado. Como resultado, Orton manteve o título. No No Way Out, Triple H venceu a luta Elimination Chamber do Raw ao derrotar Jeff Hardy após um Pedigree em uma cadeira de aço, ganhando o direito de enfrentar Randy Orton pelo WWE Championship na WrestleMania XXIV. Na WrestleMania XXIV, Randy Orton manteve o Campeonato da WWE contra Triple H e John Cena em um combate triplo.
Rey Mysterio recebeu uma revanche contra Edge pelo Campeonato Mundial dos Pesos Pesados no No Way Out. Edge derrotou Mysterio, que havia sofrido uma lesão no bíceps antes da luta. The Undertaker também ganhou a Elimination Chamber do SmackDown ao derrotar Batista por último após um Tombstone Piledriver e ganhou o direito de enfrentar Edge na WrestleMania XXIV. The Undertaker ganhou o Campeonato Mundial dos Pesos Pesados de Edge na WrestleMania XXIV via submissão que Undertaker chama de Hell's Gate.
A história de aposentadoria de Ric Flair continuou quando Flair derrotou Montel Vontavious Porter (MVP) naquela mesma semana no SmackDown em uma revanche, que ele venceu por desqualificação. Ele então enfrentou Mr. Kennedy no No Way Out, derrotando Kennedy para estender ainda mais sua carreira no wrestling. Na WrestleMania XXIV, Flair perdeu para Shawn Michaels, encerrando a carreira de Flair.
Durante o Draft de 2008, o Campeonato da WWE e o Campeonato Mundial dos Pesos Pesados trocaram de marca.

## Resultados
| Nº                                          | Resultados                                                 | Estipulações                                                                              | Tempo        |
| ------------------------------------------- | ---------------------------------------------------------- | ----------------------------------------------------------------------------------------- | ------------ |
| Pré- show                                   | Jimmy Wang Yang e Shannon Moore derrotaram Deuce 'n Domino | Luta de Duplas                                                                            | Desconhecido |
| 1                                           | Ric Flair derrotou Montel Vontavious Porter                | Luta Career Threatening Se Flair tivesse perdido, ele seria forçado a se aposentar..      | 07:48        |
| 2                                           | John "Bradshaw" Layfield derrotou Chris Jericho            | Luta Individual                                                                           | 09:23        |
| 3                                           | Edge (c) (com Vickie Guerrero) derrotou Rey Mysterio       | Luta Individual pelo Campeonato Mundial dos Pesos Pesados                                 | 12:34        |
| 4                                           | Randy Orton (c) derrotou Jeff Hardy                        | Luta Individual pelo Campeonato da WWE                                                    | 14:03        |
| 5                                           | John Cena venceu eliminando por ultimo Triple H            | Luta Royal Rumble de 30 lutadores por uma luta por um título mundial na WrestleMania XXIV | 53:21        |
| (c) – Refere-se aos campeões antes da luta. |                                                            |                                                                                           |              |

### Entradas e eliminações do Royal Rumble
| Símbolo | Significado                                       |
| ------- | ------------------------------------------------- |
|         | Indica os lutadores do Raw.                       |
|         | Indica os lutadores do SmackDown.                 |
|         | Indica os lutadores da ECW.                       |
|         | Indica os lutadores introduzidos ao Hall da Fama. |
|         | Indica o(a) vencedor(a).                          |

| Nº  | Lutador          | Brand     | Ordem de eliminação | Eliminada por          | Tempo | Eliminações |
| --- | ---------------- | --------- | ------------------- | ---------------------- | ----- | ----------- |
| 1   | The Undertaker   | SmackDown | 11                  | Shawn Michaels         | 32:33 | 3           |
| 2   | Shawn Michaels   | Raw       | 12                  | Mr. Kennedy            | 32:39 | 2           |
| 3   | Santino Marella  | Raw       | 1                   | The Undertaker         | 00:25 | 0           |
| 4   | The Great Khali  | SmackDown | 2                   | The Undertaker         | 01:09 | 0           |
| 5   | Hardcore Holly   | Raw       | 6                   | Umaga                  | 13:46 | 0           |
| 6   | John Morrison    | ECW       | 14                  | Kane                   | 29:23 | 0           |
| 7   | Tommy Dreamer    | ECW       | 3                   | Batista                | 02:09 | 0           |
| 8   | Batista          | SmackDown | 28                  | Triple H               | 37:46 | 4           |
| 9   | Hornswoggle      | SmackDown | 16                  | Nunca reentrou na luta | 26:17 | 1           |
| 10  | Chuck Palumbo    | SmackDown | 5                   | CM Punk                | 04:00 | 1           |
| 11  | Jamie Noble      | SmackDown | 4                   | Chuck Palumbo          | 00:28 | 0           |
| 12  | CM Punk          | ECW       | 17                  | Chavo Guerrero         | 23:50 | 1           |
| 13  | Cody Rhodes      | Raw       | 18                  | Triple H               | 23:14 | 0           |
| 14  | Umaga            | Raw       | 26                  | Batista                | 26:05 | 1           |
| 15  | Snitsky          | Raw       | 10                  | The Undertaker         | 12:26 | 0           |
| 16  | The Miz          | ECW       | 13                  | Hornswoggle            | 13:07 | 0           |
| 17  | Shelton Benjamin | ECW       | 7                   | Shawn Michaels         | 00:18 | 0           |
| 18  | Jimmy Snuka      | HOF       | 9                   | Kane                   | 02:43 | 0           |
| 19  | Roddy Piper      | HOF       | 8                   | Kane                   | 01:00 | 0           |
| 20  | Kane             | SmackDown | 27                  | Batista e Triple H     | 17:58 | 3           |
| 21  | Carlito          | Raw       | 22                  | John Cena              | 15:07 | 0           |
| 22  | Mick Foley       | Raw       | 20                  | Triple H               | 11:29 | 1           |
| 23  | Mr. Kennedy      | Raw       | 25                  | Batista                | 13:32 | 1           |
| 24  | Big Daddy V      | ECW       | 19                  | Triple H               | 07:49 | 0           |
| 25  | Mark Henry       | SmackDown | 24                  | John Cena              | 09:12 | 0           |
| 26  | Chavo Guerrero   | ECW       | 23                  | John Cena              | 07:33 | 1           |
| 27^ | Finlay           | SmackDown | 15                  | Desqualificado         | 00:00 | 0           |
| 28  | Elijah Burke     | ECW       | 21                  | Mick Foley e Triple H  | 02:11 | 0           |
| 29  | Triple H         | Raw       | 29                  | John Cena              | 11:22 | 6           |
| 30  | John Cena        | Raw       | —                   | Vencedor               | 08:28 | 4           |

^ Hornswoggle passou a maior parte da luta sob o ringue antes de ser forçado a entrar no ringue por Mark Henry, que então se uniu a Big Daddy V para atacá-lo. Finlay, que deveria ser o próximo participante programado, saiu cedo e atacou os dois com seu shillelagh e foi imediatamente desclassificado. Ele deixou o ringue com Hornswoggle, que saiu pelas cordas e nunca mais voltou.